# Caiduo Chaka
Caiduo Chaka (kinesiska: 才多茶卡) är en saltsjö i Kina. Den ligger i den autonoma regionen Tibet, i den sydvästra delen av landet, omkring 440 kilometer nordväst om regionhuvudstaden Lhasa.
Genomsnittlig årsnederbörd är 301 millimeter. Den regnigaste månaden är juli, med i genomsnitt 90 mm nederbörd, och den torraste är december, med 1 mm nederbörd.